# Michelle Keegan
Michelle Elizabeth Benson Keegan, angleška igralka, * 3. junij 1987, Stockport, Greater Manchester.
Najbolj znana je po vlogi  Tine McIntyre v limonadnici Coronation Street v letih 2008 do 2014. Leta 2015 je v BBC-jevi seriji Ordinary Lies igrala vlogo Tracy.
Leta 2015 so jo bralci revije FHM izbrali za najbolj seksi žensko na svetu.

## Življenje pred igralsko kariero
Keeganova se je rodila v Stockportu, Greater Manchester, angleškemu očetu in materi, po porekli iz Gibraltarja. Obiskovala je St Patrick's RC High School v Salfordu, in kasneje Manchester School of Acting. Preden je dobila prvo vlogo je delala v trgovini Selfridges v Trafford centru ter kot referentka na prijavah za let na letališču Manchester.

## Kariera
Konec leta 2007 je po drugi avdiciji dobila vlogo Tine McIntyre v limonadni seriji Coronation street. Serijo je zapustila maja 2014. Leta 2009 je sodelovala s Stephenom Mulhernom v šaljivem šovu Anonymous. 14. junija 2009 je prvič nastopila kot sovoditeljica radijskega programa radio  The Official Chart na radijski postaji BBC Radio 1.
Keeganova se je leta 2011 pojavila na naslovnici januarske številke moške revije FHM. Na FHM lestvici najbolj seksi žensk na svetu se je leta 2010 uvrstila na 30. mesto, leta 2011 pa že na 26. V reviji se je ponovno pojavila marca 2013 in isto leto osvojila 4. mesto na lestvici najbolj seksi žensk na svetu po izboru bralcev. Leta 2015 je osvojila 1. mesto na lestvici in postala najbolj seksi ženska po izboru bralcev.

## Filmografija

### Film
| Leto | Naslov                           | Vloga         | Opombe         |
| ---- | -------------------------------- | ------------- | -------------- |
| 2008 | Coronation Street: Out of Africa | Tina McIntyre | Direct-to-DVD. |

### Televizija
| Leto    | Naslov               | Vloga                  | Opombe |
| ------- | -------------------- | ---------------------- | --- |
| 2008–14 | Coronation Street    | Tina McIntyre          | 861 episod British Soap Award za najboljšo novinko (2008) British Soap Award za najbolj seksi žensko (2009–14) |
| 2009    | Red Dwarf            | ona sama               | |
| 2010    | The Jeremy Kyle Show | Tina McIntyre          | Posebna epiozoda ob 1000. epizodi serije Coronation Street'.                                                   |
| 2013    | Lemon La Vida Loca   | ona sama               | |
| 2015    | Ordinary Lies        | Tracy                  | Glavna vloga, 5 epizod                                                                                         |
| 2016    | Lip Sync Battle UK   | ona sama / tekmovalka  | 1 epizoda |
| 2016    | Drunk History        | Kraljica Elizabeta I.  | 2. sezona, epizoda 1                                                                                           |
| 2016    | Our Girl             | Desetnica Georgie Lane | glavna vloga                                                                                                   |
| 2016    | Plebs                | Ursula                 | 1. epizoda (3. sezona)                                                                                         |

## Gledališče
| Leto    | Naslov    | Vloga    | Opombe           |
| ------- | --------- | -------- | ---------------- |
| 2014–15 | Peter Pan | Zvončica | Evropska turneja |

## Nagrade
2008
- "Najboljša novinka" na The British Soap Awards 2008
- "Najboljša novinka" na TV Quick in TV Choice Awards

2009
- "Najbolj seksi ženska" na The British Soap Awards 2009
- "Najbolj seksi ženska" na Inside Soap Awards

2010
- "Najbolj seksi ženska" na The British Soap Awards 2010
- "Najbolj seksi ženska" na Inside Soap Awards

2011
- "Najbolj seksi ženska" na The British Soap Awards 2011
- "Najbolj seksi ženska" na Inside Soap Awards

2012
- "Najbolj seksi ženska" na The British Soap Awards 2012
- "Najboljša igralka v telenovelah" na TV Choice Awards
- "Najbolj seksi ženska" na Inside Soap Awards
- "Najbolje oblečena zvezdnica telenovel" na Inside Soap Awards

2013
- "Najbolj seksi ženska" na The British Soap Awards 2013

2014
- "Najbolj seksi ženska" na The British Soap Awards 2014[12]

2015
- "Najbolj seksi ženska na svetu" po izboru bralcev revije FHM[13]